# Sidi Bouabdelli
Sidi Bouabdelli (franska: Sidi Bouabdelli (CR), Sidi Bouabdelli (Commune Rurale), arabiska: الركادة) är en kommun i Marocko.   Den ligger i provinsen Tiznit och regionen Souss-Massa, i den centrala delen av landet, 600 km sydväst om huvudstaden Rabat. Antalet invånare är 6 810.